# Etatsråd
Etatsråd var en dansk og norsk titel, som indtil 1909 uddeltes af kongen og medførte plads i 3. rangklasse og dermed ret til at at indskrive sine døtre i f.eks. Gisselfeld Adelige Jomfrukloster og Vemmetofte Kloster.
Selv om titlen sprogligt betyder statsråd, var den rent honorær, f.eks. var H.N. Andersen etatsråd. En særlig fornem variant var titlen gehejmeetatsråd, der gav rang i 2. rangklasse, og som blev indført 1808. I det danske monarki bar kongens rådgivende ministre imidlertid titlen gehejmeråd, ikke etatsråd, og det var endda de færreste gehejmeråder, der havde sæde i Gehejmekonseillet.
Titlen blev brugt meget i romantikken, men blev formelt afskaffet 1909, men mindst to erhvervsledere modtog titlen senere: bankdirektør Emil Glückstadt (1911) og bogtrykker Christian Lehmann Pagh (1. april 1912). Pagh var den sidste modtager af titlen. Titlen er beskyttet. Grosserer William Richardt Tidemand, Holbæk, blev i forbindelse med kong Frederik 8. besøg i forbindelse med indvielsen af byens nye rådhus den 11. februar 1911 udnævnt til etatsråd.
Etatsrådinde Marie Kofoed var den eneste kvinde, der blev tildelt titlen for sine egne fortjenesters skyld. Hun arvede sin mands formue og gjorde et stort velgørende arbejde.